# Райт, Бетти Рен
Бетти Рен Райт (англ. Betty Ren Wright; 1927—2013) — американская детская писательница, работавшая в жанре приключений и мистики. Наибольшую известность ей принесла её третья книга «Убийства в кукольном домике» (The Doollhouse Murders), которая по детскому голосованию получила девять государственных вознаграждений и в 1992 году была экранизирована. Вторым популярным произведением Бетти Рен является «Призрак Кристины», которое получило семь государственных наград.
Первый писательский опыт состоялся в восемь лет, когда она написала в своём блокноте небольшую поэму. Ей так это понравилось, что после она уже никогда не прекращала писать. Начальную и среднюю школы она закончила в Милуоки и там же окончила колледж. Вскоре после получения образования был издан её первый мистический рассказ для детей, а спустя несколько лет вышла её первая иллюстрированная книга. Много лет Бетти Рен работала редактором детских книг, а писательством занималась в свободное время.
На момент смерти Райт жила в Расине в штате Висконсин вместе со своим мужем, художником Джорджем Фредериксеном, за которого она вышла в 1976 году. В 2006 году Бетти Рен была названа «Висконсинской ассоциацией библиотек» лучшим детским автором штата.
Несмотря на большую популярность и признание, на русский язык книги Райт начали переводиться только с 2019 года.

## Список книг
- «Getting Rid of Marjorie» (Избавление от Марджори) (1981)
- «The Secret Window» (Тайное окно) (1982)
- «The Dollhouse Murders» (Убийства в кукольном домике) (1983)
- «Ghosts Beneath Our Feet» (Призраки ниже наших ног) (1984)
- «Christina’s Ghost» (Призрак Кристины) aka «The Ghosts in the Attic» (Призрак на чердаке) (1985)
- «The Summer of Mrs. MacGregor» (Лето госпожи Мак-Грегор) (1986)
- «A Ghost in the Window» (Призрак в окне) (1987)
- The Pike River Phantom (1988)
- Rosie and the Dance of the Dinosaurs (1989)
- The Ghost of Ernie P. (1990)
- The Midnight Mystery (1991)
- The Scariest Night (1991)
- A Ghost in the House (1991)
- The Ghost of Popcorn Hill (1993)
- The Ghosts of Mercy Manor (1993)
- The Ghost Witch (1993)
- The Ghost Comes Calling (1994)
- Out of the Dark (1994)
- Nothing But Trouble (1995)
- Haunted Summer (1996)
- Getting Rid of Katherine (1996)
- Too Many Secrets (1997)
- The Ghost in Room 11 (1997)
- A Ghost in the Family (1998)
- The Phantom of Five Chimneys (1998)
- The Moonlight Man (1999)
- The Wish Master (2000)
- Crandall’s Castle (2003)
- Princess for a Week (2006)